# Иларион Псковски
Иларион Гдовски и Псковски (ум. 28. март 1476) је руски православни монах и светитељ. 
Православна црква помиње преподобног Илариона 21. октобра и 28. марта - на дан смрти (по јулијанском календару).

## Биографија
Иларион је био ученик светог Јевфросин Псковски, оснивача Тросветог Елеазарског манастира. Оснивач је и први игуман Озерско-Покровског манастира, који се налази у близини Гдова на обалама реке Желча, која се улива у језеро Пеипус.
Упркос близини Ливонског реда, манастир који је основао свети Иларион брзо је постао значајан верски центар. Трудом светитеља, православље се проширило међу Естонцима.
Посветивши много труда на унапређењу и развоју манастира, свети Иларион је умро 28. марта 1476. године и сахрањенје у северној порти олтара у цркви Покрова Пресвете Богородице манастира који је основао.
Године 1623. Спасо-Елеазаровски манастир је још увек био самосталан, али је 1695. године додељен Псковској епархији.